# John Isner
John Robert Isner (født 26. april 1985) er en amerikansk tennisspiller. Isner, der er 208 cm høj og kendt for sin hårde serv, vil få plads i tennisrekordbøgerne efter at have vundet verdens i særklasse længste tennismatch, der fandt sted i første runde i Wimbledon 2010, hvor han besejrede Nicolas Mahut med cifrene 6-4, 3-6, 6-7, 7-6, 70-68. Kampen varede sammenlagt 11 timer og 5 minutter og blev to gange stoppet på grund af mørke, hvorfor den forløb over tre dage. Isner ligger ved afslutningen på Wimbledon 2010 nummer 19 på ATP-listen som den næstebedste amerikanske spiller.